# Heinrich Brand
Heinrich Brand (auch Heinz Brand; * 9. Juli 1887 in Wesel; † 28. Januar 1971) war während der Weimarer Republik ein hochrangiger preußischer Ministerialbeamter und Regierungspräsident der Hohenzollernschen Lande in Sigmaringen. Nach dem Zweiten Weltkrieg war er 1950 kurzzeitig Leiter des Bundespresseamtes und danach Regierungspräsident in Aachen.

## Leben
Brand wuchs in Neuss auf. Nach dem Abitur am Neusser Quirinus-Gymnasium studierte er Rechtswissenschaften mit dem Schwerpunkt Staats- und Verwaltungsrecht. Ab 1911 war er Gerichtsreferendar. Während des Ersten Weltkrieges leistete er Kriegsdienst. Danach trat er in den preußischen Verwaltungsdienst ein. Ab 1920 war er zunächst Regierungsassessor bei der Bezirksregierung Düsseldorf, wechselte dann ins preußische Innenministerium. Dort stieg er bald auf: Im Jahr 1921 wurde er zum Regierungsrat, 1923 zum Ministerialrat, 1926 zum Ministerialdirigenten und 1927 zum Ministerialdirektor ernannt.
Als enger Mitarbeiter von Innenminister Carl Severing war Brand wie Fritz Mooshake für Personalfragen zuständig. Brand übernahm diese Aufgabe 1924. Damit hat er auf der Verwaltungsebene maßgeblich zur Demokratisierung der preußischen Verwaltung während der Weimarer Republik beigetragen. Außerdem war er für die gesamte allgemeine und innere Verwaltung Preußen zuständig. Daneben war Brand Mitglied der Reichsdisziplinarkammer Berlin I. Ab 1927 war er stellvertretender preußischer Bevollmächtigter beim Reichsrat.
Brand gehörte der Zentrumspartei an. Wegen Konflikten mit dem Vorsitzenden der Zentrumsfraktion im preußischen Landtag Joseph Heß verlor er 1931 seine einflussreiche Funktion im Ministerium. Stattdessen wurde er Regierungspräsident im zu Preußen gehörenden Regierungsbezirk Sigmaringen.
Nach dem Beginn der nationalsozialistischen Herrschaft wurde Brand aus seinem Amt entfernt. Er quittierte daraufhin den Verwaltungsdienst und arbeitete bis 1945 in der Privatwirtschaft.
Im Jahr 1950 war Brand für kurze Zeit als beamteter Staatssekretär Leiter des Bundespresseamtes. Auf eigenen Wunsch wechselte er noch im Dezember desselben Jahren in das Amt des Regierungspräsidenten von Aachen. Diesen Posten bekleidete Brand bis 1955.
Er war seit 1907 Mitglied der katholischen Studentenverbindung KDStV Staufia Bonn im CV und später wurde er noch Mitglied bei 17 weiteren Verbindungen, unter anderem bei der KDStV Bavaria Bonn im CV sowie der KÖStV Rudolfina Wien und KaV Marco-Danubia Wien im ÖCV.